# District de Hoằng Hóa
Hoằng Hóa est un district de la province de Thanh Hóa dans la côte centrale du Nord au Viêt Nam. 

## Géographie
Le district a une superficie de 225 km2.